# Country Hall Ethias Liège
Le Country hall de Liège est une salle de sport, utilisée notamment par Liège Basket, et une salle de spectacle. Elle est située au Sart Tilman, sur les hauteurs de Liège, en Belgique.
Un investissement de 29 millions d'euros a été consenti pour sa restauration en 2005, afin de réaliser les travaux dans les plus brefs délais, soit en 5 mois, pour en faire une salle modulable capable d'accueillir à la fois des manifestations sportives, mais aussi des manifestations culturelles comme des concerts. Sa capacité est de 5 500 personnes en configuration sportive et 7 200 personnes en configuration spectacle.
Elle fut inaugurée dans le cadre de la Coupe du monde de tennis de table, qui s'est tenue à Liège du vendredi 21 au dimanche 23 octobre 2005, où les seize meilleurs joueurs du monde se sont affrontés.

## Événements
- 1972 : 30 avril : Pop Circus, avec Rory Gallagher et en première partie Robert Palmer (Vinegar Joe)[1].
- 1978 : Claude François donnera le tout dernier concert de sa carrière en Belgique au Country Hall le 12 février 1978.
- 2005 : Coupe du monde de tennis de table.
- 2007 : Finales de la Coupe de Belgique de handball féminine et masculine.
- 2008 : Coupe du monde de tennis de table.
- 2015 : Organisation des huitièmes de finale de la Coupe Davis 2015, Belgique-Suisse.
- 2015 : Finales de la Coupe de Belgique de handball féminine et masculine.
- 2017 : 12 mai : WWE RAW Live Tour!
- 2018 : Organisation des huitièmes de finale de la Coupe Davis 2018, Belgique-Hongrie.
- 2022 : Organisation des Coupes du monde masculine et féminine.

## Galerie photo

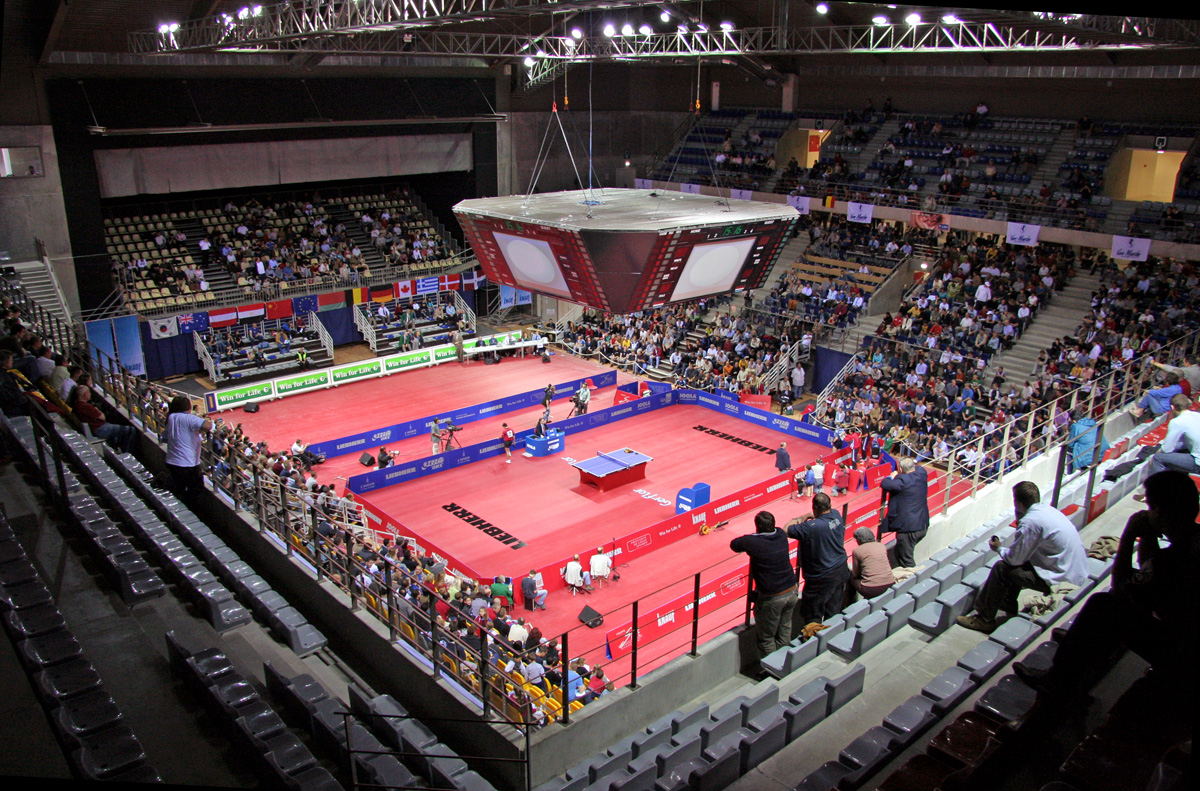
Country Hall pendant la Coupe du monde de tennis de table